# Gangs of London (serie de televisión)
Gangs of London es una serie de televisión criminal y de acción británico-estadounidense que narra las luchas entre bandas rivales y otras organizaciones criminales en el Londres actual. La serie fue estrenada por televisión en nueve episodios el 23 de abril de 2020 en Reino Unido (Sky Atlantic), y en los Estados Unidos (Cinemax). La serie fue creada por Gareth Evans, conocido por la película Redada Asesina (The Raid), junto con Mates Flannery, su director de fotografía de confianza. El 20 de octubre del 2022 se lanzó el primer capítulo de la segunda temporada.

## Sinopsis
Ambientado en el corazón de Londres, una de las ciudades más dinámicas multiculturales del mundo, Gangs of London narra la historia de la ciudad atormentada por las poderosas bandas internacionales, que controlan la ciudad, y el inesperado giro creado a partir de la muerte del jefe de la Mafia de Londres. Durante 20 años, Finn Wallace (Colm Meaney) fue el criminal más poderoso de Londres. Miles de millones de libras fluyeron a través de su organización cada año. Pero ahora está muerto, y nadie sabe quién ordenó el golpe. Con rivales en todas partes, depende del impulsivo Sean Wallace (Joe Cole), con la ayuda de la familia Dumani, encabezada por Ed Dumani (Lucian Msamati) mantener el lugar de su padre.

## Reparto
- Familia Wallace
  - Joe Cole como Sean Wallace, hijo menor de Finn Wallace, que lucha por el liderazgo del imperio criminal de su familia después de la muerte de su padre. (serie 1)
  - Michelle Fairley como Marian Wallace, viuda de Finn Wallace y madre de Sean, Billy y Jacqueline.
  - Valene Kane como Jacqueline Robinson, hija de Finn Wallace y médica de urgencias que está separada de su familia por la seguridad de su hijo por nacer.
  - Brian Vernel como Billy Wallace, hijo mayor de Finn Wallace y adicto a la heroína.
  - Colm Meaney como Finn Wallace, el jefe de un imperio del crimen cuyo asesinato lleva al caos a los bajos fondos londinenses. (serie 1)
- Familia Dumani
  - Lucian Msamati como Ed Dumani, la mano derecha de Finn Wallace desde hace mucho tiempo.
  - Paapa Essiedu como Alex Dumani, hijo de Ed y asociado de Sean Wallace, quien muchos creen que debería heredar el imperio Wallace.
  - Pippa Bennett-Warner como Shannon Dumani, hija de Ed, que comienza una relación con Elliot Finch.
  - Taye Matthew como Danny Dumani, el hijo pequeño de Shannon.
- Policía de Londres
  - Sope Dirisu como Elliot Finch, un policía encubierto que se infiltra en las filas del sindicato del crimen Wallace y comienza una relación con Shannon Dumani.
  - Jing Lusi como Vicky Chung, DI de la Policía de Londres y manejadora de Elliot. (serie 1)
  - Garry Cooper como John Harks, DCI de la Policía de Londres que trabaja con Vicky. (serie 1)
  - David Avery como Anthony, otro policía que se infiltra en el sindicato Wallace después de que se revela la relación de Elliot con Shannon. (serie 1)
- El sindicato Wallace
  - Adrian Bower como Mark, un ejecutor al que no le gusta Elliot. (serie 1)
  - Emmett J. Scanlan como Jack O'Doherty, el conductor personal de Finn Wallace. (serie 1)
- Los albaneses
  - Orli Shuka como Luan Dushaj, líder de la mafia albanesa en Londres, que se involucra en las disputas de la familia Wallace cuando Finn es asesinado en su territorio.
  - Eri Shuka como Mirlinda Dushaj, la esposa de Luan.
  - Nebli Basani como Tariq Gjelaj, la mano derecha de Luan. (serie 1)
- Los kurdos
  - Narges Rashidi como Lale, que supervisa una red de distribución de heroína en Londres para financiar a los combatientes kurdos del PKK y busca venganza contra Asif Afridi.
  - Aksel Ustun como Hekar, la mano derecha de Lale. (serie 1)
- los paquistaníes
  - Asif Raza Mir como Asif Afridi, capo de la red de heroína de Pakistán.
  - Parth Thakerar como Nasir Afridi, hijo de Asif y candidato a alcalde de Londres. (serie 1)
- Viajeros galeses
  - Mark Lewis Jones como Kinney Edwards, líder de un grupo de viajeros galeses. (serie 1)
  - Aled ap Steffan como Darren Edwards, el hijo de Kinney, que sin saberlo es contratado para asesinar a Finn Wallace. (serie 1)
  - Richard Harrington como Mal, el lugarteniente de Kinney. (serie 1)
  - Darren Evans como Ioan, amigo de Darren y cómplice del asesinato de Finn Wallace. (serie 1)
- Los asesinos
  - Mads Koudal como Leif Hansen, un asesino danés contratado por Jevan Kapadia para matar a varios objetivos.
  - Laura Bach como Tove Fransen, pareja de Leif. (serie 1)
- Los nigerianos
  - Richard Pepple como Uche "Mosi" Mossanya, líder de la mafia nigeriana, que llega a un acuerdo con Luan para lavar su dinero a través de la organización Wallace. (serie 1)
- Los inversores
  - Ray Panthaki como Jevan Kapadia, el punto de contacto de un grupo de misteriosos inversores que desean inclinar la balanza del futuro de la organización Wallace. (serie 1)
  - Amanda Drew como Kane, uno de los enigmáticos superiores de Jevan.
  - Tim McInnerny como Jacob, socio de Kane.
- Otros personajes
  - Jude Akuwudike como Charlie Carter, el padre de Elliot y ex boxeador.
  - Pamela Nomvete como Serwa, una investigadora privada que trabaja para Marian.
  - Arta Dobroshi como Floriana, la amante de Finn Wallace que está embarazada de su hijo por nacer.
  - Sharon Morgan como Ingrid Hansen, la madre de Leif Hansen.

## Producción
Durante la grabación, el equipo de producción visitó St. Clere Estate, en el condado de Kent para ambientar el poblado gitano y Dartford para filmar una escena de persecución en barco cerca del Puente de Isabel II.

## Recepción
En el agregador de reseñas Rotten Tomatoes, la serie tiene un índice de aprobación del 91% según 33 reseñas. El consenso de los críticos del sitio web dice: "Una obra maestra de la familia del crimen moderno, Gangs of London construye su propio imperio sobre el probado y verdadero territorio de la mafia, completo con drama cautivador, acción emocionante y excelentes actuaciones". GQ dijo que es "un fuerte contendiente temprano para ser el mejor programa del verano".

## Episodios

### Temporada 1[7]
| N.º en serie | N.º en temp. | Título       | Dirigido por | Escrito por                  | Fecha de emisión original | Audiencia (millones) |
| ------------ | ------------ | ------------ | ------------ | ---------------------------- | ------------------------- | -------------------- |
| 1            | 1            | «Episodio 1» | Gareth Evans | Gareth Evans y Matt Flannery | 23 de abril de 2020       | TBD                  |
| 2            | 2            | «Episodio 2» | Corin Hardy  | Claire Wilson                | 23 de abril de 2020       | TBD                  |
| 3            | 3            | «Episodio 3» | Corin Hardy  | Peter Berry                  | 23 de abril de 2020       | TBD                  |
| 4            | 4            | «Episodio 4» | Corin Hardy  | Peter Berry y Joe Murtagh    | 23 de abril de 2020       | TBD                  |
| 5            | 5            | «Episodio 5» | Gareth Evans | Gareth Evans y Matt Flannery | 23 de abril de 2020       | TBD                  |
| 6            | 6            | «Episodio 6» | Xavier Gens  | Lauren Sequeira              | 23 de abril de 2020       | TBD                  |
| 7            | 7            | «Episodio 7» | Xavier Gens  | Peter Berry                  | 23 de abril de 2020       | TBD                  |
| 8            | 8            | «Episodio 8» | Xavier Gens  | Carl Joos y Peter Berry      | 23 de abril de 2020       | TBD                  |
| 9            | 9            | «Episodio 9» | Corin Hardy  | Claire Wilson                | 23 de abril de 2020       | TBD                  |

### Temporada 2[7]
| N.º en serie | N.º en temp. | Título       | Dirigido por    | Escrito por                    | Fecha de emisión original | Audiencia (millones) |
| ------------ | ------------ | ------------ | --------------- | ------------------------------ | ------------------------- | -------------------- |
| 10           | 1            | «Episodio 1» | Corin Hardy     | Tom Butterworth                | 20 de octubre de 2022     | TBD                  |
| 11           | 2            | «Episodio 2» | Corin Hardy     | Lauren Sequeira                | 20 de octubre de 2022     | TBD                  |
| 12           | 3            | «Episodio 3» | Marcela Said    | Tom Butterworth y Steve Searle | 20 de octubre de 2022     | TBD                  |
| 13           | 4            | «Episodio 4» | Marcela Said    | Danusia Samal                  | 20 de octubre de 2022     | TBD                  |
| 14           | 5            | «Episodio 5» | Nima Nourizadeh | Rowan Athale                   | 20 de octubre de 2022     | TBD                  |
| 15           | 6            | «Episodio 6» | Nima Nourizadeh | Meg Salter                     | 20 de octubre de 2022     | TBD                  |
| 16           | 7            | «Episodio 7» | Corin Hardy     | Rowan Athale                   | 20 de octubre de 2022     | TBD                  |
| 17           | 8            | «Episodio 8» | Corin Hardy     | Tom Butterworth                | 20 de octubre de 2022     | TBD                  |